# قطعنامه ۶۵۴ شورای امنیت
قطعنامه ۶۵۴ شورای امنیت سازمان ملل متحد که در تاریخ ۰۴ مه ۱۹۹۰ تصویب شد، سندی بین‌المللی دربارهٔ آمریکای مرکزی است. این قطعنامه طی نشست ۲۹۲۱ام با ۱۵ رای موافق، ۰ مخالف و ۰ ممتنع تصویب شد.